# Frederik Valdemar von Folckersam
Frederik Valdemar von Folckersam (1678 – 1744) var en dansk officer.
Han var søn af en bror til Frantz Wilhelm von Folckersam, blev dansk generalmajor, kommandant i Glückstadt og hvid ridder.